# 1605
1605 (MDCV) var ett normalår som började en lördag i den gregorianska kalendern och ett normalår som började en tisdag i den julianska kalendern.

## Händelser

### Januari
- 17 januari – Miguel Cervantes publicerar första delen av romanen Don Quijote. Den andra delen ges ut år 1615.

### April
- 1 april – Sedan Clemens VIII har avlidit den 5 mars väljs Alessandro Ottaviano de' Medici till påve och tar namnet Leo XI. Han avlider dock redan den 27 april.[1]
- 8 april – Karl IX grundlägger Uleåborg, som sedan får stadsprivilegier 1610.

### Maj
- 16 maj – Sedan Leo XI har avlidit den 27 april väljs Camillo Borghese till påve och tar namnet Paulus V.

### Juni
- 3 juni – Riksrådet Hogenskild Bielke avrättas, dömd för förräderi mot Vasaätten.
- 12 juni – Mariefreds stad får stadsprivilegier.[2]
- Sommaren – Svenskarna försöker i ett krigståg mot Livland bland annat belägra Riga.

### September
- 17 september (GS) – Den svenska armén under Karl IX lider ett svårt nederlag mot polackerna under Jan Karol Chodkiewicz i slaget vid Kirkholm, det värsta svenska nederlaget före Poltava.

### December
- 11 december – Sigismund gifter sig med Konstantia av Steiermark, syster till hans första hustru Anna.

### Okänt datum
- Hemmingus Henrici ger ut en finsk psalmbok med 250 psalmer.

## Födda
- 6 februari – Bernhard av Corleone, italiensk botgörare och lekmannabroder inom kapucinorden; helgon.
- 8 april – Filip IV, kung av Kastilien och Aragonien 1621–1665, samt av Portugal 1621–1640.
- 30 april – Peder Winstrup, dansk biskop i Lunds stift.
- Lars Wivallius, svensk skald.
- Constantia Sirenberg, tysk musiker och sångerska.

## Avlidna
- 5 mars – Clemens VIII, född Ippolito Aldobrandini, påve sedan 1592.
- 13 april – Boris Godunov, rysk tsar.
- 18 april – Marie de Brimeu, flamländsk botanist.
- 27 april – Leo XI, född Alessandro Ottaviano de' Medici, påve sedan 1 april detta år.
- 3 juni – Hogenskild Bielke, svensk friherre och riksråd (avrättad).
- 10 juni - Maria Grigorievna Skuratova-Belskaja, rysk regent.
- 17 september – Anders Lennartsson, svensk krigare, riksmarsk sedan 1600 (stupad i slaget vid Kirkholm).
- 17 oktober – Akbar den store, indisk stormogul.
- 8 november – Robert Catesby, brittisk ledare för en grupp katolska konspiratörer och Krutkonspirationen.

### Fotnoter
1. ↑  ”Roman Catholic Church” (på engelska). World Statesmen. http://www.worldstatesmen.org/Catholic.html. Läst 23 november 2012.
2. ↑  SR P4 Sörmland 12 juni 2005 - 400-årsfirande i Mariefred kulminerade